# Giovanna Tinetti
Giovanna Tinetti (Torino, 1º aprile 1972) è una fisica e astronoma italiana con sede a Londra. È professoressa di fisica e astronomia all'University College di Londra, dove si occupa di ricerca sulla scienza planetaria galattica, sugli esopianeti e sulla scienza dell'atmosfera.

## Biografia
Laureata all'Università di Torino in fisica teorica occupandosi di particelle subnucleari, ha poi ottenuto due master, uno in astrofisica e l'altro in energetica ed il dottorato presso la stessa università nel 2003. Nel 2001 ha una borsa di studio presso il Jet Propulsion Laboratory della NASA e viene successivamente aggregata, a partire dal 2003, al Politecnico della California. È rimasta presso l'Istituto di Astrobiologia della NASA fino al 2005. Quell'anno è entrata all'Istituto d’Astrofisica di Parigi come membro dell'Agenzia Spaziale Europea, dove è stata la prima a identificare la presenza di acqua e metano sul pianeta extrasolare HD 189733b, un gigante gassoso che si trova a 63 anni luce da noi nella costellazione di Vulpecula.  Nel 2007 entra al UCL dove, dal settembre 2013, è professore di astrofisica.
È university research fellow della Royal Society. Ha ottenuto dall'Institute of Physics la medaglia Moseley 2011.
Sta collaborando al nuovo telescopio spaziale James Webb.
È stata coordinatrice della missione EChO dal 2011 al 2013, la prima missione spaziale interamente dedicata alle osservazioni di atmosfere esoplanetarie.
È autrice del libro pubblicato nel 2013 "I pianeti extrasolari" (Il Mulino), in cui racconta la storia della straordinaria ricerca a partire dal 1995 quando venne individuato il pianeta 51 Pegasi b.
Nel 2014 ha partecipato in qualità di docente al progetto "Messaggeri di conoscenza” presso l'Ateneo di Palermo, con cui, per tramite dell'Osservatorio astronomico di Palermo ha in passato portato avanti prestigiose collaborazioni.